# Richard Trythall
Richard Aaker Trythall (* 25. Juli 1939 in Knoxville, Tennessee; † 21. Dezember 2022) war ein US-amerikanisch-italienischer Komponist und Pianist.
Trythall studierte Komposition bei David Van Vactor an der University of Tennessee (B.M. 1961) und bei Roger Sessions und Earl Kim an der Princeton University (M.F.A. 1963) sowie bei Leon Kirchner in Tanglewood und 1963/64 bei Boris Blacher an der Hochschule für Musik Berlin. Er war u. a. Fulbright- und Guggenheim-Stipendiat, 1964 erhielt er den Rome Prize der American Academy in Rome. 1969 wurde er mit dem Kranichsteiner Musikpreis (Klavier) ausgezeichnet. Er war 1972/73 an der State University of New York at Buffalo und 1976 an der University of California, Davis tätig. Seit 1966 war er Lehrer an der St. Stephen’s School in Rom, 1974 wurde er „Music Liaison“ der American Academy in Rome.
Er war mit einer Italienerin verheiratet und hatte eine Tochter.